# Município de Gratis (condado de Preble, Ohio)
Localização do Ohio nos E.U.A.
O município de Gratis (em inglês: Gratis Township) é um município localizado no condado de Preble no estado estadounidense de Ohio. No ano de 2010 tinha uma população de 4 408 habitantes e uma densidade populacional de 46,32 pessoas por km².

## Geografia
O município de Grátis encontra-se localizado nas coordenadas 39° 36′ 26″ N, 84° 31′ 30″ O. Segundo o Departamento do Censo dos Estados Unidos, o município tem uma superfície total de 95.16 km², da qual 94,65 km² correspondem a terra firme e (0,54 %) 0,51 km² é água.

## Demografia
Segundo o censo de 2010, tinha 4 408 pessoas residindo no município de Grátis. A densidade populacional era de 46,32 hab./km².